# Aysha rubromaculata
Aysha rubromaculata är en spindelart som först beskrevs av Eugen von Keyserling 1891.  Aysha rubromaculata ingår i släktet Aysha och familjen spökspindlar. Inga underarter finns listade.